# Бурано

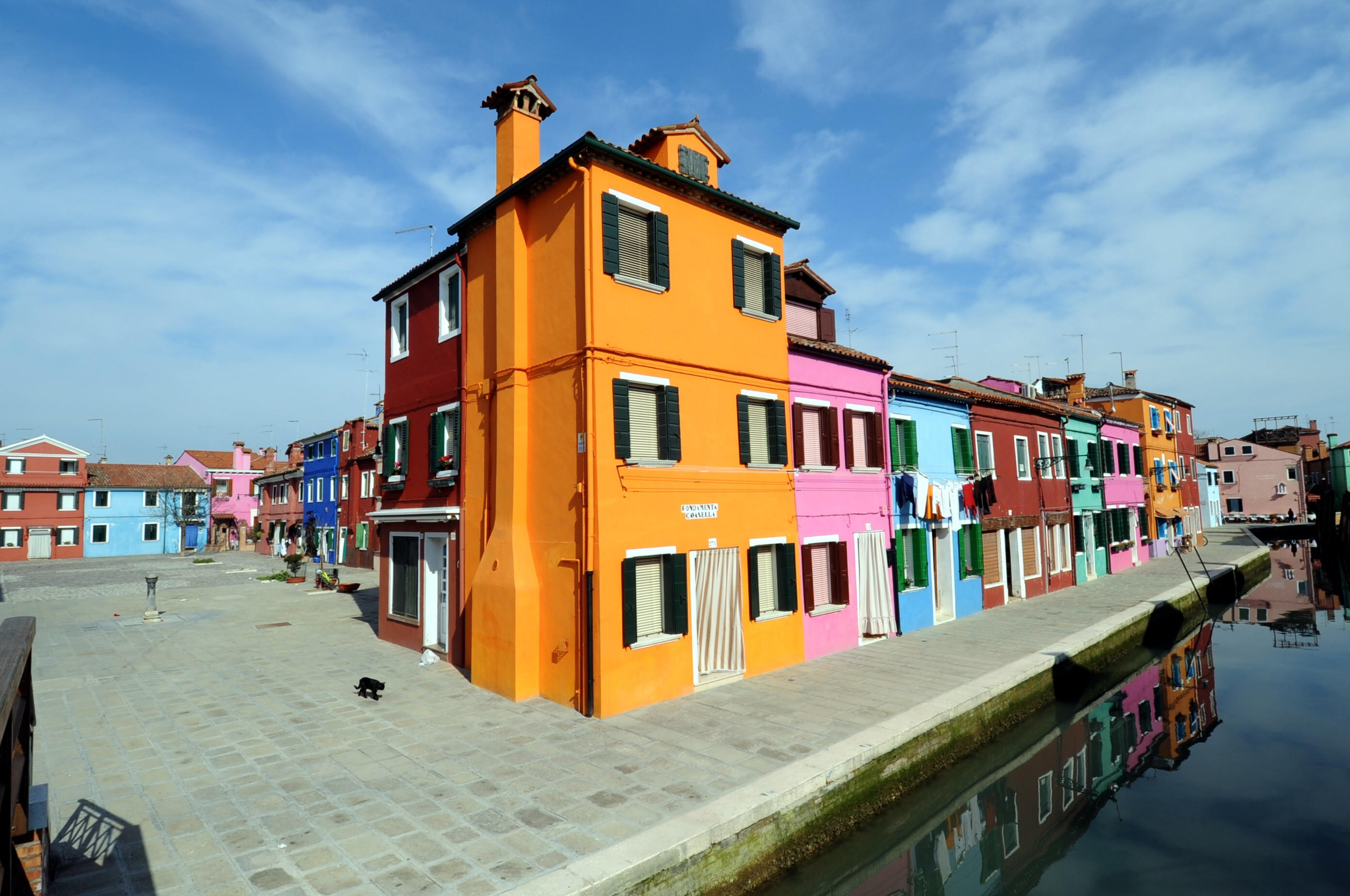
Різнокольорові будинки Бурано

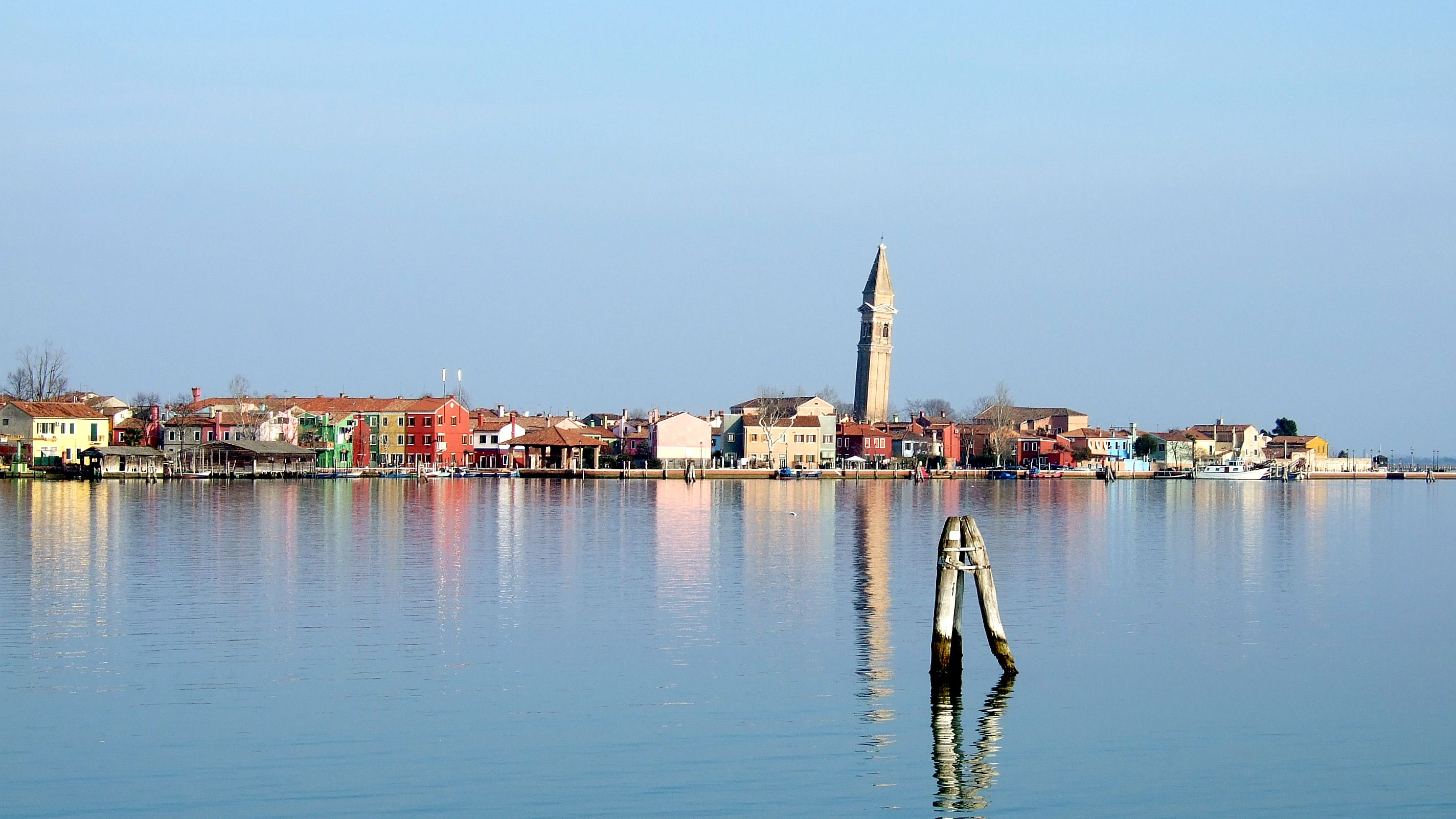
Бурано, вид із Маццорбо (Mazzorbo).

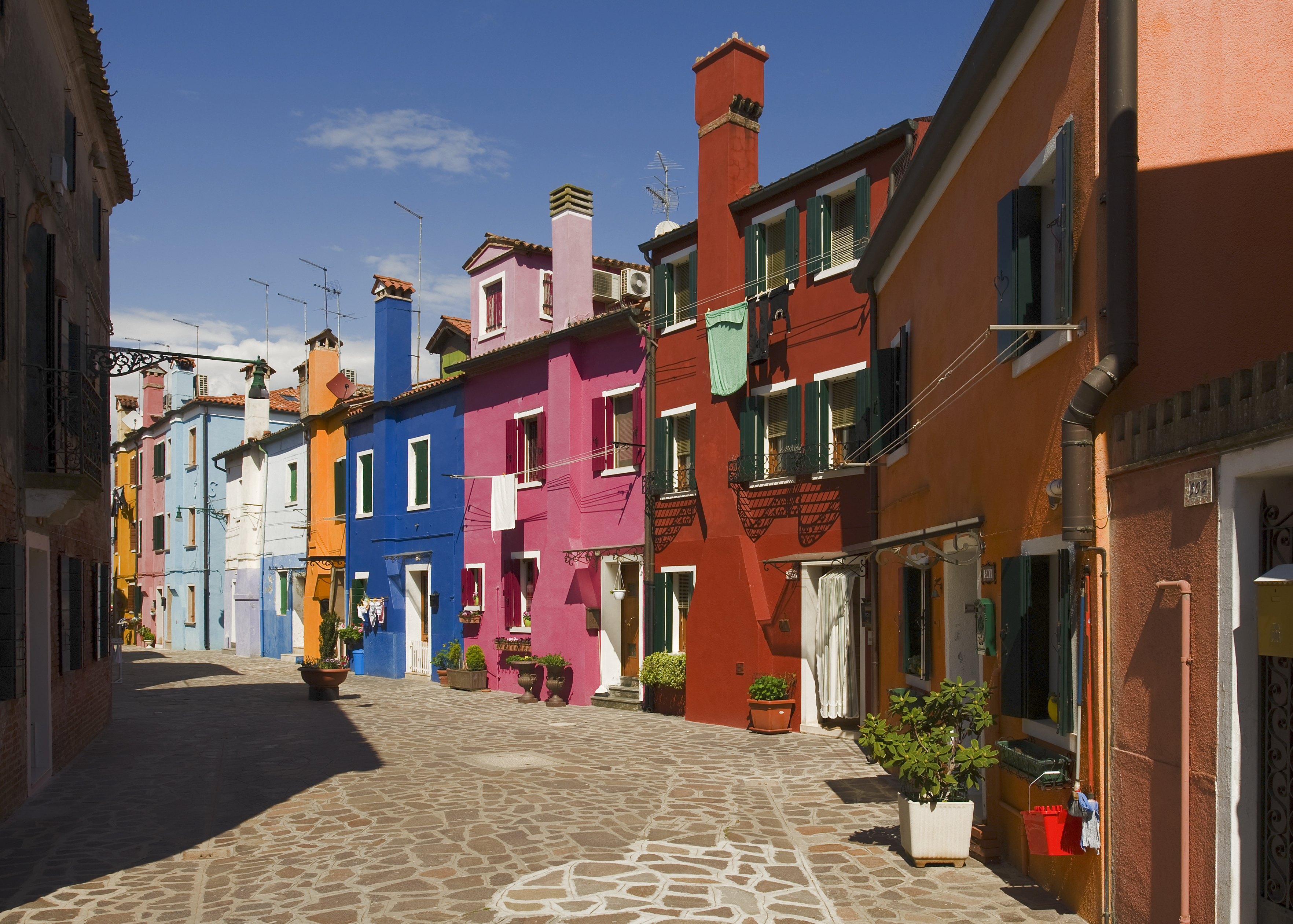
Типова вулиця Бурано.

Бура́но (Burano) — острівний квартал Венеції, розташований на відстані 7 км від центра міста, поруч із Торчелло, населення близько 4000 жит. Відомий своїми яскравими будинками. З XVI століття спеціалізується на виробництві мережив. Технологія виробництва мережив, як вважають, була експортована венеційцями із Східного Середземномор'я. Відомим буранцем був знаменитий композитор Галуппі. До 1923 року Бурано вважався окремим від Венеції містом, як і Мурано. Крім яскравої забудови, туристів приваблюють в Бурано музей венеційських мережив і церква Сан-Мартіно з похиленою 52-метровою кампанілою.

## Географія
| Район                                       | Площа Гектарів | Населення | Густота |  | Карта |
| Сан Мауро (San Mauro)                       | 6,8            | 818       | 12029   |  |       |
| Джудекка (Giudecca)                         | 2,5            | 255       | 10200   |  |       |
| Сан Мартіно Сіністра (San Martino Sinistra) | 4,4            | 586       | 13318   |  |       |
| Сан Мартіно Дестра (San Martino Destra)     | 5,1            | 759       | 14882   |  |       |
| Терранова (Terranova)                       | 2,3            | 359       | 15609   |  |       |
| Бурано (Burano) загалом                     | 21,1           | 2777      | 13176   |  |       |
| Маццорбо (Mazzorbo)                         | 51,8           | 329       | 635     |  |       |